# Picria fel-terrae
Picria fel-terrae är en flenörtsväxtart som beskrevs av João de Loureiro. Picria fel-terrae ingår i släktet Picria och familjen flenörtsväxter. Inga underarter finns listade i Catalogue of Life.